# Dubysos upės slėnis ties Bazilionais
Dubysos upės slėnis ties Bazilionais este o arie protejată (arie specială de conservare — SAC, sit de importanță comunitară — SCI) din Lituania întinsă pe o suprafață de 59 ha, integral pe uscat.

## Localizare
Centrul sitului Dubysos upės slėnis ties Bazilionais este situat la coordonatele 55°48′30″N 23°09′46″E / 55.8083°N 23.1628°E.

## Înființare
Situl Dubysos upės slėnis ties Bazilionais a fost declarat sit de importanță comunitară în martie 2009 pentru a proteja 2 specii de animale. Situl a fost protejat și ca arie specială de conservare în decembrie 2018.

## Biodiversitate
Situată în ecoregiunea boreală, aria protejată conține 2 habitate naturale: Pajiști aluvionare boreale nordice, Fânețe de joasă altitudine (Alopecurus pratensis, Sanguisorba officinalis).
La baza desemnării sitului se află mai multe specii protejate de  nevertebrate (2): libelule (Leucorrhinia pectoralis), fluturele purpuriu (Lycaena dispar).